# 증롱
증롱(曾弄)은 중국의 사대기서(四大奇書) 중 하나인 《수호전》(水滸傳)에 등장하는 인물이다. 
60회 및 68회에 등장한다. 3천호를 거느린 증두시(曾頭市)의 주인으로 여진족 출신이다. '증가오호(曾家五虎)'라 불리는 다섯 명의 용맹한 아들들을 중심으로 한 호걸들을 거느리고 이름을 드높이고자 양산박을 공격하려 했다. 또한 작중에서는 주로 증장자(曾長者) 또는 증장관(曾長官)으로 불리며 패색이 짙어진 후, 양산박의 임시 수령인 송강에게 투항을 알리는 편지에서만 이름이 '증롱(曾弄)'임을 확인할 수 있다.

## 생애
증롱의 통칭인 '증장자'의 호칭이 작중에 처음 등장하는 것은 송강이 이끄는 양산박군이 망탕산의 번서를 이기고 양산박으로 개선했을 때 그들 앞에 나타난 단경주의 발언 중에 나온다. 단경주는 전부터 양산박에 입산하기를 원했고, 선물로 금나라 왕자의 말인 '조야옥사자(照夜玉獅子)'라는 명마를 훔쳐 양산박으로 가는 길에 조야옥사자를 증두시에서 강탈당했다고 한다. 그때 그는 증가의 사람으로부터 예사롭지 않은 이야기를 듣고 급히 양산박에게 그 일을 알려주러 온 것이었다.
단경주가 말하기를, 증두시에는 주인인 증장자를 중심으로, 증가오호(曾家五虎)라고 칭하는 5명의 아들들인 장남 증도(曾塗), 차남 증밀(曾密), 삼남 증색(曾索), 사남 증괴(曾魁), 오남 증승(曾昇)이 있고, 또한 무예사범 사문공(史文公)과 부사범 소정(蘇定)을 중심으로 6,7천의 군세를 거느리며 요새를 차리고 50개의 함거를 만들어 양산박 두령들을 모조리 생포해 보이겠다고 장담한다고 한다. 또한 강탈당한 조야옥사자는 사문공이 가져갔으며, 양산박을 우롱하는 노래를 만들어 마을 아이들에게 부르게 하고 있다고도 한다. 이를 들은 수령 조개를 격노하게 함으로써 증두시와 양산박의 첫 번째 싸움은 막을 올리게 된다.
양산박의 대외 전쟁에서는 주로 송강이 조개의 명대로 총대장을 맡아 왔지만, 이 전쟁에서는 조개가 무리하게 출진을 원했기 때문에 증롱이 이끄는 증두시군은 양산박의 수령 조개가 이끄는 군과 직접 대결을 벌이게 된다. 첫 전투에서는 사남인 증괴만 임충과 싸우다 후퇴하지만, 다음날 전투에서는 증가오호와 사문공, 소정 두 사범이 모두 양산박과 호각의 전투를 벌인다. 이후 법화사의 승려를 이용해 조개를 유인하고, 사문공이 이끄는 복병에게 독화살을 쏘게 하여 조개에게 치명상을 입히는 데 성공한다. 수령이 당한 양산박군은 맥없이 패주하고, 양산박으로 귀환한 조개도 독화살로 인해 사망한다.
그로부터 한동안 양산박군은 북경 대명부나 능주(凌州)에서의 전투에 분주해, 증두시와의 전투는 보류된다. 그러나 그 후 양산박의 일원으로 있던 단경주가 양림, 석용과 함께 북쪽 땅에서 200마리의 준마를 얻었을 때 청주에서 욱보사(郁保四)라는 강도에게 말을 빼앗기고 그 모든 것을 증두시로 가져갔기 때문에 다시 이전과 재연되었다. 조개의 원수를 갚는 의미를 포함하여 이번에는 송강이 이끄는 군세가 증두시로 출진하게 된다. 한편으로 증두시 측도 5개의 진지를 갖춰 전쟁 준비에 여념이 없었고, 사문공의 계책에 따라 함정을 파고 복병을 배치하여 양산박군을 기다리고 있었다. 그러나 시천의 정찰로 미리 그것을 눈치채고 있던 오용에 의해 그 계책은 역이용되고, 반대로 많은 병사들을 잃는 처지가 된다.
더욱이 그 다음날은 장남인 증도가 군세를 이끌고 양산박군에게 싸움을 걸어 여방, 곽성 두 장수를 동시에 상대하여 분전하지만, 화영의 화살을 왼쪽 팔에 맞고 낙마하여 여방, 곽성에게 죽게 된다. 아들을 잃은 증롱은 슬퍼하지만 역시 형을 잃고 분노하는 5남 증승의 분전으로 이규를 화살로 부상시키고 사문공도 진명을 무찌르는 활약을 보여준다.
그러나 승승장구하던 사문공의 야습책이 실패하고, 셋째 아들인 증색이 해진에게 죽자 증롱도 나약해져 양산박 측에 화친을 청하지만, 첫 번째 서면 제의는 복수심에 불타는 송강에게 일축되지만 이후 서로 인질을 교환하기로 한 교섭에서 다섯째 아들 증승과 욱보사를 인질로 보낸다.
오용의 계책에 따라 틈을 보아 도망친 척 돌아온 욱보사는 청주와 능주의 구원군 소식에 양산박 진영이 당황했음을 사문공에게 알렸고, 사문공은 그 기회를 틈타 양산박군의 본진에 총공격을 가할 것을 제안한다. 인질로 잡혀 있는 아들 증승을 걱정하는 증롱은 승낙하지 않았지만 적진을 깨트려 증승을 구할 수 있다는 사문공의 설득에 꺾여 총공격 명령을 내린다. 그런데 적의 본진은 비어있었고, 적의 계책에 빠졌음을 깨달은 사문공은 황급히 후퇴하려하지만, 매복해 있던 양산박군의 습격을 당한다. 더욱이 허술해진 증두시에도 양산박군이 쇄도하고, 패배에 절망한 증롱은 스스로 목을 매 죽고, 차남인 증밀은 주동에게 죽으며, 사남인 증괴와 부사범 소정도 난전 속에서 전사한다.
사문공만 혈로를 열어 달아나지만 조개의 망령에게 앞길이 막혀 노준의의 손에 포박되고 만다. 인질로 잡혀 있던 증승을 비롯해 증씨 일족은 모조리 처형되고, 일족의 재산도 모두 약탈당한다. 포박당한 사문공은 죽은 조개의 영전 앞에서 간을 도려내 참살당하고, 증두시는 완전히 대패하여 멸망한다.

## 같이 보기
- 사문공
- 조개
- 송강
- 노준의
- 욱보사
- 단경주